# Harpacticus compressus
Harpacticus compressus är en kräftdjursart som beskrevs av Frost 1967. Harpacticus compressus ingår i släktet Harpacticus och familjen Harpacticidae. Inga underarter finns listade i Catalogue of Life.